# 112e escadrille de chasse polonaise
La 112e escadrille de chasse polonaise est une unité de l'armée de l'air polonaise de l'entre-deux-guerres.

## Historique

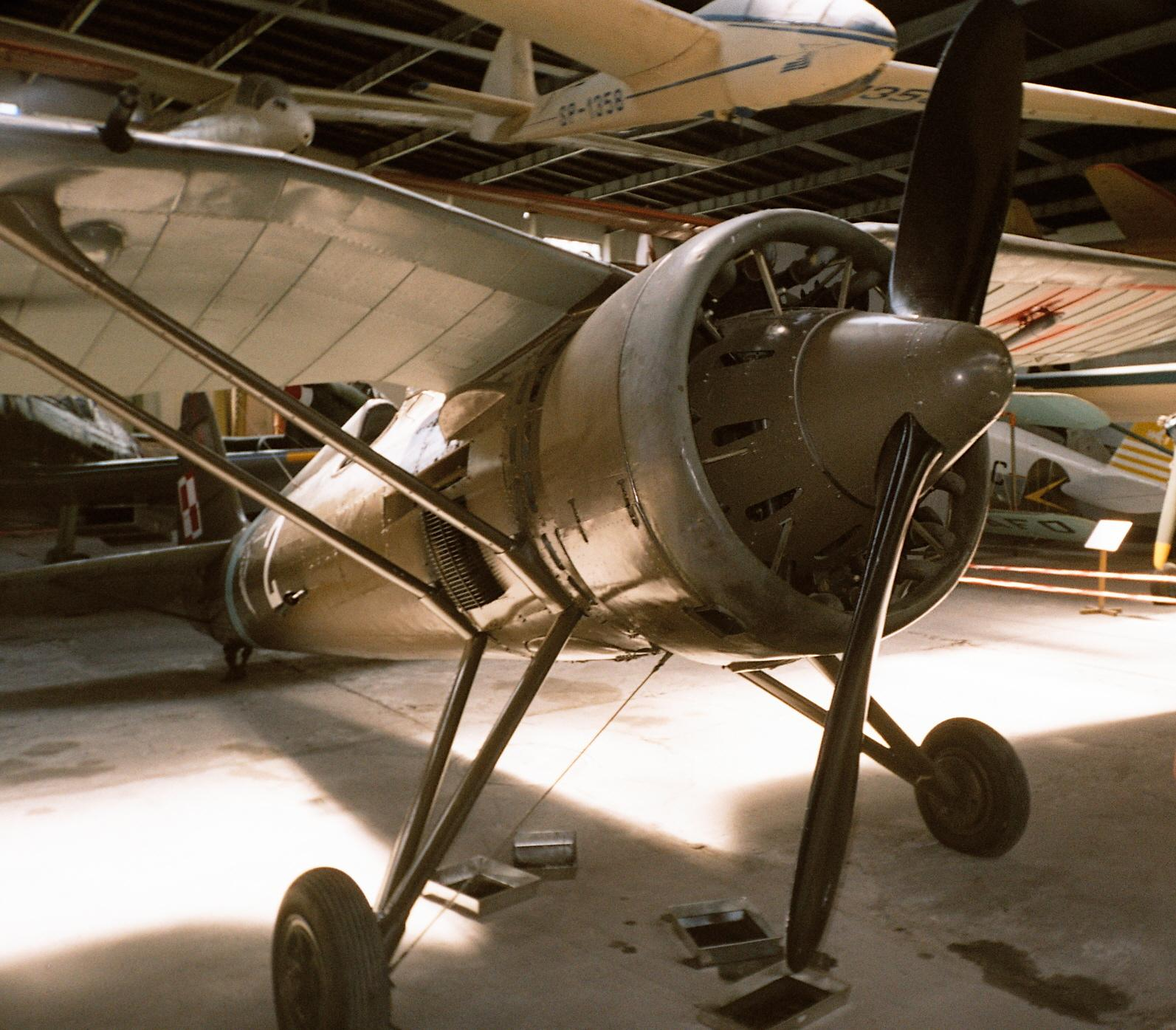
PZL P.11c

### Création
En 1919 l'escadrille no 580 équipée de Salmsons 2 rejoint l'Armée polonaise en France. En juin elle arrive sur la base de Piotrków Trybunalski et intègre le Groupe Aérien de général Józef Haller appelée ultérieurement le Ve Groupe Aérien. Fin septembre 1919 le personnel navigant français est remplacé par les aviateurs polonais.
Le 13 avril 1920 elle reçoit le nom de 18e Escadrille de renseignement. Fin juillet elle est retirée du front à Bydgoszcz, fin août elle est envoyée à Toruń, elle ne participe pas à la bataille de Varsovie.
Le 18 janvier 1921 elle rejoint la 19e escadrille de chasse qui devient par la suite le 18e escadrille de chasse basée à Dęblin. En 1925 elle est renommée 122e escadrille de chasse et finalement en 1928 elle reçoit sa désignation définitive: 112e escadrille de chasse.

### Seconde Guerre mondiale
Durant la campagne de Pologne la 112e, équipée de PZL P.11 participe à des combats en sein de la brigade de poursuite à partir du terrain de Zielonka.

## Commandants

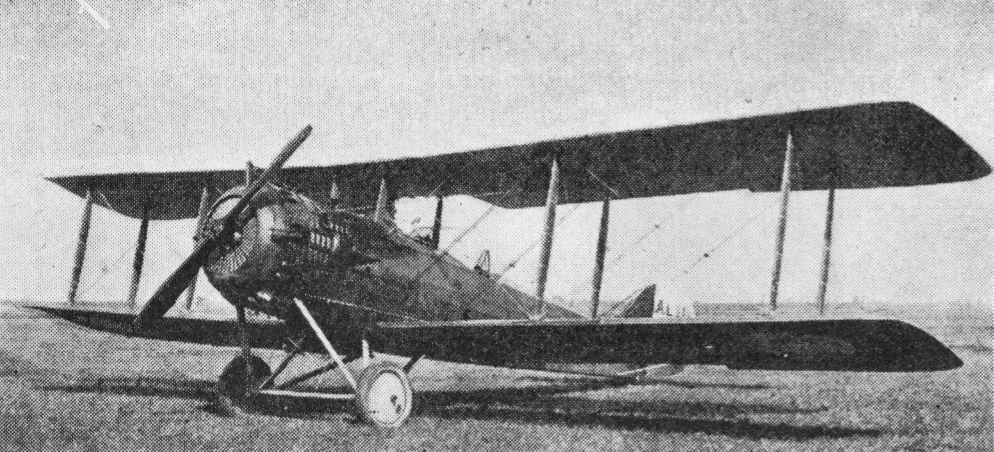
Salmson 2

- capitaine (kapitan) Krawiec-Iwanowski (à partir de septembre 1919)
- lieutenant (porucznik) Stanisław Gogoliński (mai 1920 – † 24 juin 1920)
- lieutenant Edward Karaś (à partir de juin 1920)
- lieutenant Juliusz Gilewicz
- capitaine Józef Krzyczkowski (à partir de 1921)
- capitaine Wiktor Ryl (1924 – janvier 1925)
- capitaine Józef Krzyczkowski (janvier 1925 – mars 1925)
- capitaine Jerzy Wieniawa-Długoszowski (mars 1925 – juin 1925)
- lieutenant Leon Berski (juin 1925 – janvier 1927)
- capitaine Jerzy Wieniawa-Długoszowski (janvier 1927 – août 1928)
- capitaine Wiktor Ryl (septembre 1928 – janvier 1930)
- capitaine Kazimierz Kuzian (1er février 1930 - avril 1931)
- lieutenant Paweł Kaczmarczyk (avril 1931– juin 1932)
- lieutenant Stanisław Pietraszkiewicz (juin 1932 - juin 1934)
- lieutenant Paweł Kaczmarczyk juin 1934 – mai 1935)
- lieutenant Adam Kowalczyk (mai 1935 - 1936)
- lieutenant Walerian Żak (1937)
- kpt. pil. Tadeusz Opulski (4 novembre 1937 – septembre 1939)

## Victoires aériennes
| Date       | Pilote                                                              | Appareil(s) abattu(s) |
| ---------- | ------------------------------------------------------------------- | --------------------- |
| 01/09/1939 | sous-lieutenant Daszewski                                           | Ju 87                 |
| 01/09/1939 | lieutenant Okrzeja                                                  | Ju 86                 |
| 01/09/1939 | lieutenant Okrzeja                                                  | Do 17                 |
| 06/09/1939 | capitaine Opulski                                                   | Ju 87                 |
| 06/09/1939 | lieutenant Łapkowski, sous-lieutenant Marciniak, aviateur Wieraszka | He 111                |
| 09/09/1939 | lieutenant Łapkowski                                                | He 111                |